# سه همسر بی‌نقص
سه همسر بی‌نقص (اسپانیایی: Las Tres perfectas casadas‎) یک فیلم کمدی مکزیکی به کارگردانی روبرتو گاوالدون است که در سال ۱۹۵۳ منتشر شد. این فیلم در جشنواره فیلم کن ۱۹۵۳ به نمایش درآمد.

## بازیگران
- آرتورو دی کوردوا
- لائورا ایدالگو
- میروسلاوا
- فرانسیسکو خامبرینا